# Loanga-Peulh
Pour les articles homonymes, voir Loanga.
Loanga-Peulh est une commune située dans le département de Tenkodogo de la province de Boulgou dans la région du Centre-Est au Burkina Faso.